# Molotow-Plan

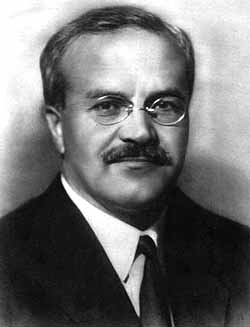
Namensgeber der Molotov-Pläne – Wjatscheslaw Michailowitsch Molotow

Molotow-Plan bezeichnet zwei Pläne des sowjetischen Regierungschefs und  Außenministers Wjatscheslaw Michailowitsch Molotow aus den Jahren 1947 und 1954.

## Wirtschaftsplan
Im Juli 1947 stellte Molotow ein Hilfsprogramm für die im sowjetischen Einflussbereich befindlichen Staaten Mittel- und Osteuropas vor, um die Einbeziehung dieser Staaten in den amerikanischen Marshallplan zu verhindern. In weiterer Folge entstanden daraus der Kominform und der Rat für gegenseitige Wirtschaftshilfe (RGW).

## Deutschland-Plan
Molotow  präsentierte der vom 25. Januar bis 18. Februar 1954 tagenden Berliner Außenministerkonferenz seinen Plan mit den sowjetischen Forderungen für eine Wiedervereinigung Deutschlands. Molotows Deutschland-Plan war eine Erwiderung auf den von der Sowjetunion abgelehnten Eden-Plan und stand in der Tradition der Stalin-Noten.
Molotows Plan sah Folgendes vor:
- Ausarbeitung eines Friedensvertrages mit Vertretern der DDR und der Bundesrepublik
- Bildung einer gesamtdeutschen Regierung, gewählt von den Parlamenten der beiden deutschen Staaten (Bundesrepublik Deutschland und DDR), Beteiligung demokratischer Organisationen
- Vorbereitung und Durchführung von Wahlen in Gesamtdeutschland
- Regierung soll sich an einen Aufgabenkatalog halten (z. B. Wahrung der Neutralität)
- Beide Regierungen sollen sich mit Verfahrensfragen zur Bildung einer gesamtdeutschen Regierung beschäftigen.

Die deutschlandpolitischen Ziele Molotows waren die Wahrung der sozialistischen Strukturen Ostdeutschlands sowie ein die Neutralität wahrendes Gesamtdeutschland und damit ein Abbau der Westintegration der Bundesrepublik.